# 스와힐리어 위키백과

스와힐리어 위키백과(스와힐리어: Wikipedia ya Kiswahili)는 스와힐리어 버전의 위키백과이다. 2011년 1월 4일 문서 수가 20,000개를 돌파했으며, 전체 위키백과 중 92번째로 큰 위키백과가 되었다. 기호는 sw이다.